# Corbillón
Corbillón (llamada oficialmente San Amedio de Corvillón) es una parroquia del municipio español de Cambados, en la provincia de Pontevedra, Galicia.

## Toponimia
La parroquia también es conocida por los nombres de San Amedio P. de Corvillón, San Mamed de Corbillon, San Mamed P. de Corbillon y San Mamede de Corbillon.

## Geografía
La parroquia está atravesada por la carretera PO-549 que une Cambados con Villagarcía de Arosa, y por el corredor de alta capacidad VG-4.3. Es una parroquia costera, de la que sus accidentes más importantes son la punta de Tragove y numerosos islotes de reducidas dimensiones. Bañan el territorio riachuelos pequeños.

## Organización territorial
La parroquia está formada por doce entidades de población, constando diez de ellas en el nomenclátor del Instituto Nacional de Estadística español:
- A Cabana
- A Seca
- As Laxes
- A Veiga
- Cortiñas de Abaixo
- O Ribeiro
- Os Montes Outeiros
- Os Muíños
- Refoxos
- Río da Ucha (O Río da Ucha)
- Tragove
- Xieles

## Demografía
| Gráfica de evolución demográfica de Corbillón entre 2000 y 2023 |
|                                                                 |
| Datos según el nomenclátor publicado por el INE.                |